# Bombarral (freguesia)
Bombarral is een plaats (freguesia) in de Portugese gemeente Bombarral en telt 5.514 inwoners (2001).